# フランケンシュタイナー
フランケンシュタイナー（Frankensteiner）は、プロレス技の一種である。

## 解説
スコット・スタイナーのオリジナル技。正対した相手に向かって跳び上がり（一見、ドロップキックの要領で）、自らの両足で（オリジナルでは太股付近）相手頭部を挟み込んで、そのままバク宙のような形で回転しつつ、そうして巻き込んだ相手の脳天をマットに叩きつける。スタン・ハンセンのウエスタン・ラリアットと同様ロープの反動を利用して（ためにハンセン同様「ついに出るか」という高揚感を観客に与える効果もあった）、返ってきた相手に飛びついてから落とすまでの一連の動作がノンストップで行われるため衝撃が強く、ゆえに危険度も高い一撃必殺の技だった。
ウラカン・ラナ・インベルティダとよく混同されるが、どちらかといえばバク転の要領で軽やかに丸め込んでフォールする目的のウラカン・ラナと違い、フランケンシュタイナーは前進してくる相手の推進力を利用しつつ、自分の臀部（お尻）を支点にテコの原理でマットに相手の脳天を叩きつけてノックアウトさせるという点に相違があり、ウラカン・ラナのように回転後相手の足を抱えた形にはならない。
日本での代表的な使用者である武藤敬司は相手の頭を両膝付近（もしくは、脹脛付近）で挟んでワンテンポおいてから自らの筋力でもって、振り子の反動を利用して相手を丸め込むフォール技なのでオリジナルよりも、むしろウラカン・ラナ・インベルティダに近い。これ以降は武藤が使用する形をフランケンシュタイナーと呼ぶ場合が多くなり、日本ではクイックとしての使用が普及している。
スコットは日本で初公開した1992年以降、この技を必殺技として使用していたが腰を痛めてからは、ほとんど使わなくなっている。前述のように技の形はウラカン・ラナとほぼ同型なため、日本ではウラカン・ラナも含めてフランケンシュタイナーと呼称されることが多い。 

## 派生技

### 雪崩式フランケンシュタイナー
獣神サンダー・ライガーのオリジナル技。コーナー最上段に座らせた相手にウラカン・ラナ・インベルティダを仕掛けて落差と自分の体重による重力を使い相手の頭部から背中をデッドリー・ドライブのように叩き付ける。主にジュニアヘビー級選手が得意とするが自爆すると1人パワーボムになるため、諸刃の剣でもある。相手がよりパワーに優れていた場合は空中で捕獲されて、そのまま超高角度のパワーボムを喰らう場合もあるので仕掛けるほうは相当の勇気を必要とする。
ジュニアヘビー級選手の間では比較的多くの選手に使われているがヘビー級選手の主な使用者は天龍源一郎、武藤敬司、佐々木健介、藤田和之、小島聡、太陽ケア、本間朋晃などが挙げられる。グレート・ムタの場合は毒霧を噴射してから仕掛けることもある。

### ロープハング式フランケンシュタイナー
エプロンからセカンドロープにもたれ掛かった状態の相手に対し、リング内から両足で頭部に飛びついて後方回転し、その勢いを利用して相手を脳天からマットに突き刺すデンジャラスな変形フランケンシュタイナー。

### フランケンシュタイナー式腕挫十字固め
藤田和之のオリジナル技。フランケンシュタイナーで相手を投げた後に、その勢いを利用して素早く、腕挫十字固めへと移行する技。藤田が総合格闘技路線に転向する間際の時期に公開。

### リバース・フランケンシュタイナー
相手の肩に肩車するように飛びついて自らの両足で相手の首を挟み込んで、そのままバク宙のような形で回転しつつ、そうして巻き込んだ相手の後頭部を叩きつける。

### 雪崩式リバース・フランケンシュタイナー
金本浩二のオリジナル技。リングに背を向けるようにコーナー最上段に座らせた相手に仕掛ける。脳天から突き刺さるので受け身がとれず非常に危険な技である。しかし、通常のものと比べて首に足をロックさせにくく、滑って自爆するということも多かった。鈴木鼓太郎はコロニー落としの名称で使用。